# 야쿠르트 야구 아카데미

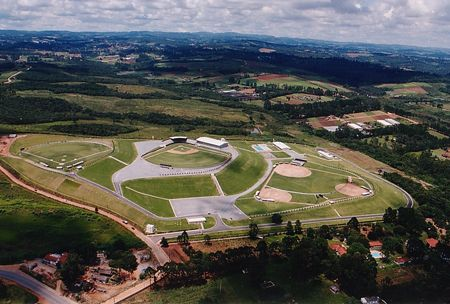
야쿠르트 야구 아카데미

야쿠르트 야구 아카데미(일본어: ヤクルト野球アカデミー ヤクルトやきゅうアカデミー[*]、포르투갈어: Centro de Treinamento Yakult、약칭: CT Yakult)은 브라질 상파울루주의 이비우나에 있는 야구 선수의 육성 시설 목적의 야구장이다. 브라질 야구·소프트볼 연맹과 야쿠르트 상공(야쿠르트 혼샤 브라질 현지법인)이 공동 운영해, 12세부터 18세까지의 선수 약 40명이 전 기숙사제로 야구를 배우고 있다.
1999년, 야쿠르트 상공이 이비우나에 야구장을 건설, 다음 2000년부터 개교했다. 부지 면적은 약 22만 평방 미터로, 성인전용 3면, 유소년전용 5면의 야구장이나 트레이닝 룸, 실내연습장, 선수 숙소 등을 갖추고 있다.  2009년까지 300명에서 350명의 졸업생을 배출해, 그 중 약 50명이 일본과 미국에서 프로 선수로서 활약 중에 있다.
아카데미의 재적생은 근린의 고등학교에 통학하기 때문에, 일본에 온 브라질인 선수의 출신 고등학교는 〈컨트리 키즈 고등학교〉가 되는 경우가 많다.

## 주요 졸업생
- 라파엘 페르난데스
- 디에고 프랑카
- 안드레 리엔조[4]
- 휴고 카나부시[5]
- 오쿠다 페드로[6]
- 나카오시 오스카루[7]
- 치아고 비에이라[8]
- 루카스 호조[9]
- 다니엘 미사키[10]

관계인물
- 사토 미츠요시 - 교장.[11] 1983년 이후 야구 브라질 대표 감독을 맡았고, 2013년 월드 베이스볼 클래식 대표에서는 코치를 맡았다. 사토 시게타카의 형, 츠기오 사토의 아버지.
- 타마키 시게오 - 코치.[7]
- 세마나카 노르베르트 - 졸업생으로서 소개되고 있으며,[2] 일본은 아카데미 창설과 같은 해였다.[12]
- 가타야마 후미오 - 졸업생으로서 소개되고 있다.[2]